# Katamaga
Katamaga è un villaggio del Botswana situato nel distretto Nordoccidentale, sottodistretto di Ngamiland Delta. Il villaggio, secondo il censimento del 2011, conta 42 abitanti.